# William Tell Overture
„William Tell Overture“ je instrumentální skladba britského multiinstrumentalisty Mika Oldfielda. Byla vydána na začátku roku 1977 jako jeho pátý singl. Ten se v britské hudební hitparádě se neumístil.
Skladba „William Tell Overture“ je upravená verze části předehry k opeře Vilém Tell od Gioacchina Rossiniho z roku 1829.
Existuje několik verzí tohoto singlu. Britská obsahuje na B straně skladbu „Argiers“. V některých evropských zemích se prodával tento singl se skladbou „First Excursion“ na B straně. Rovněž existuje verze s B stranou se skladbou „Portsmouth“ (např. v Brazílii). Všechny skladby použité na B stranách singlu pocházejí z již dříve vydané kompilace Boxed.

## Seznam skladeb
1. „William Tell Overture“ (Rossini, úprava Oldfield) – 3:52
2. „Argiers“ (tradicionál, úprava Oldfield) – 3:59

Mezinárodní vydání
1. „William Tell Overture“ (Rossini, úprava Oldfield) – 3:52
2. „First Excursion“ (Oldfield, Bedford) – 5:57